# فلف (والد جوديث)
فلف الأول (أو هويلف "Hwelf"؛ توفي. حوالي.825)؛ هو أقرب سليل معروف في أسرة فلف الأكبر، عرف من مصادر بأنه كونت في الأراضي الفرنجية في بافاريا.

## سيرته
فلف نشأ في عائلة نبيلة فرنجية، ذكر مرة أخرى في الوثائق: من خلال مناسبة زواج ابنته الكبرى جوديث من الإمبراطور لويس التقي في 819 بـ آخن (عاصمة الإمبراطورية آنذاك)؛ لاحقاً ابنه كونراد ظهر كـ دوق في ألامانيا وحقق مكانة عالية في شوابيا العليا ربما قد ورثها من خلال والدته هيدويغ (هيلوفيغ).
أصبحت أسرته البارزة سياسياً عندما اختار الإمبراطور لويس التقي ابنته لزواج منها بعد وفاة زوجته الأولى ارمنغارد من هيسباي، على الرغم من أن فلف نفسه لم يصبح بارزاً سياسياً، إلا أن ذريته أصبحت متشابكة مع سلالة الكارولنجية.

## الزواج والذرية
تزوج فلف من هيدويغ (هيلوفيغ)، ابنة الكونت الساكسوني إسامبارت؛ هيدويغ أصبحت لاحقاً راهبة في دير شيل؛ وأبنائهم:-
- جوديث (ح.797-843)؛ تزوجت من الإمبراطور لويس التقي؛ وهما والدا الإمبراطور شارل الأصلع،[3] أول ملك لفرنسا منفصلة.
- كونراد (ح.800-864)؛ كونت أوكسار،[3] وهو سلف ملوك بورغندي، وربما أيضا فرع شوابيا من الأسرة.
- رودولف (ح.802-866)؛ كونت بونثيو.[3]
- هيما (ح.803-876)؛ ملكة الفرنجة الشرقية من خلال زواجها بـ لودفيغ الألماني ابن الإمبراطور لويس التقي.